# رمزگزاری (بازی ویدئویی)
رمزگزاری (انگلیسی: Inscryption) یک بازی ترسناک ساخته شده توسط دیوولور دیجیتال می‌باشد که در اکتبر ۲۰۲۱ برای مایکروسافت ویندوز منتشر شد. این بازی توسط منتقدین بازی‌های ویدیویی با استقبال رو به رو شد و از آن به عنوان یک ژانر متفاوت بازی ترسناک اشاره شد.